# Байнхаузен
Байнхаузен (нем. Beinhausen) — община в Германии, в земле Рейнланд-Пфальц.
Входит в состав района Вульканайфель. Подчиняется управлению Кельберг. Население составляет 76 человек (на 31 декабря 2010 года). Занимает площадь 2,63 км².

## Ссылки

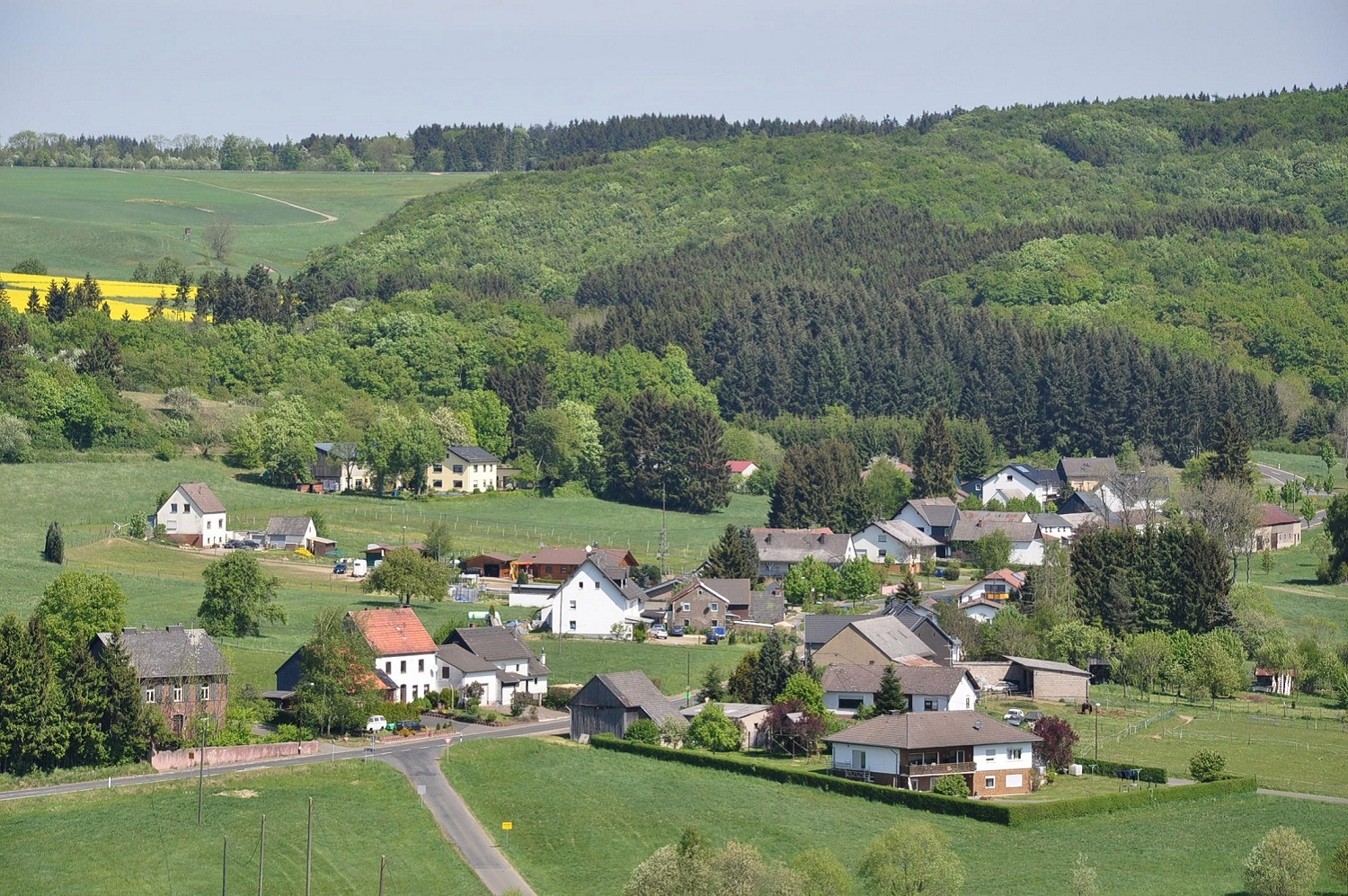
Байнхаузен (Beinhausen)